# Novymonas esmeraldas
Novymonas esmeraldas ist eine Spezies (Art) von geißeltragender Protisten aus der Gruppe der Trypanosomatida innerhalb der Euglenozoa. 
Die Art ist ein obligater Parasit im Magen-Darm-Trakt von Glasflügelwanzen und ist seinerseits Wirt für symbiotische Bakterien, die als Mitglied der Burkholderiales-Gattung Pandoraea identifiziert wurden.
N. esmeraldas unterhält es eine strikt mutualistische Beziehung mit diesen Bakterien, deren Rolle der eines Zellorganells entspricht (Endosymbiont), sodass der Protist ohne die Bakterien kein eigenständiges Leben führen kann.
Seine Entdeckung im Jahr 2016 legt nahe, dass es ein gutes Modell für die Evolution von Prokaryoten zu Eukaryoten durch Symbiogenese ist (Modellorganismus). Bislang ist N. esmeraldas der einzige Vertreter der (damit monotypischen) Gattung Novimons.

## Entdeckung und Etymologie
Novymonas esmeraldas (anfangs provisorisch Trypanosomatidae sp. AK-2016a genannt) wurde bei der Glasflügelwanze Niesthrea vincentii aus Ecuador entdeckt. Die Wanze wurde im Juli 2008 in der Nähe von Atacames in der Provinz Esmeraldas gesammelt, auf die das Art-Epitheton des Protisten hinweist. Die Gattung selbst ist nach Frederick George Novy benannt, einem amerikanischen Bakteriologen und Parasitologen, der Pionierarbeit bei der Erforschung von Insekten-Parasiten aus der Gruppe Trypanosomatida leistete und 1907 den ersten bekannten Vertreter der Trypanosomatida beschrieb, der Symbionten beherbergt, und der später Strigomonas culicis genannt wurde.

## Biologie

### Beschreibung

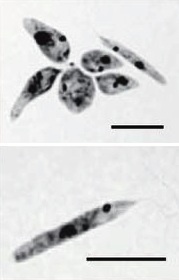
N. esmeraldas Isolat E262AT.01, Morphotypen im frühen/mittleren Log-Stadium (Promastigoten, unten) und im stationären Stadium (Choanomastigoten in Rosetten, oben). Balken jeweils 10 µm.

Novymonas esmeraldas verbringt seinen Lebenszyklus im Darm (Hinterdarm) der Wanze Niesthrea vincentii. Dieser umfasst zwei morphologischen Formen, ein freischwimmender (motiler) Promastigot und eine festsitzende (sessile) Form von Choanomastigot.
Die Promastigoten sind länglich und messen etwa 10,9 bis 18,0 μm in der Länge und etwa 1,3 bis 4,8 μm in der Breite. Sie tragen vorne eine einzelne Geißel (Flagellum), die 7,8 bis 19,5 μm lang ist. Die Choanomastigoten sind eher kugelförmig, 4,5 bis 9,7 μm lang und 2,8 bis 6,4 μm breit. Das Flagellum ist länger und misst 8,6 bis 20,4 μm. Der Zellkern befindet sich in der Mitte, davor liegt der Kinetoplast. Der Kinetoplast hat die Anordnung einer kompakten Scheibe mit einem Durchmesser von 553 bis 938 nm und einen Querschnitt von 114 bis 213 nm aufweist.

### Endosymbiont
Der Endosymbiont ist ein als Candidatus Pandoraea novymonadis (vorläufige Bezeichnung Pandoraea sp. E262-ES) klassifiziertes Bakterium. Es gehört zur Familie der Burkholderiaceae unter den gramnegativen stäbchenförmigen β-Proteobakterien. Anders als bei anderen symbiontischen Trypanosomatida wie 
Strigomonas culicis,
Kentomonas sorsogonicus und 
Angomonas deanei 
ist die Teilung des Endosymbionten nicht mit dem Wirt synchronisiert. 
Die Zellen von N. esmeraldas können eine unterschiedliche Anzahl von endosymbiotischen Bakterienzellen tragen, und einige haben überhaupt keine, weil sie aus einer Abstammungslinie hervorgegangen sind, in der irgendwann bei einer Teilung die Endosymbionten verloren gingen (und nicht beide Tochterzellen mit diesen versorgt wurden). Dies deutet darauf hin, dass die Symbiose bei dieser Spezies jüngeren Datums ist als bei den anderen Endosymbionten tragenden Trypanosomatida und daher noch nicht so weit fortgeschritten. Allerdings hat auch „Ca. P. novymonadis“ im Vergleich zu seinen freilebenden Verwandten bereits ein stark reduziertes Genom mit weniger Genen und einen geringeren GC-Gehalt.

## Bildergalerie

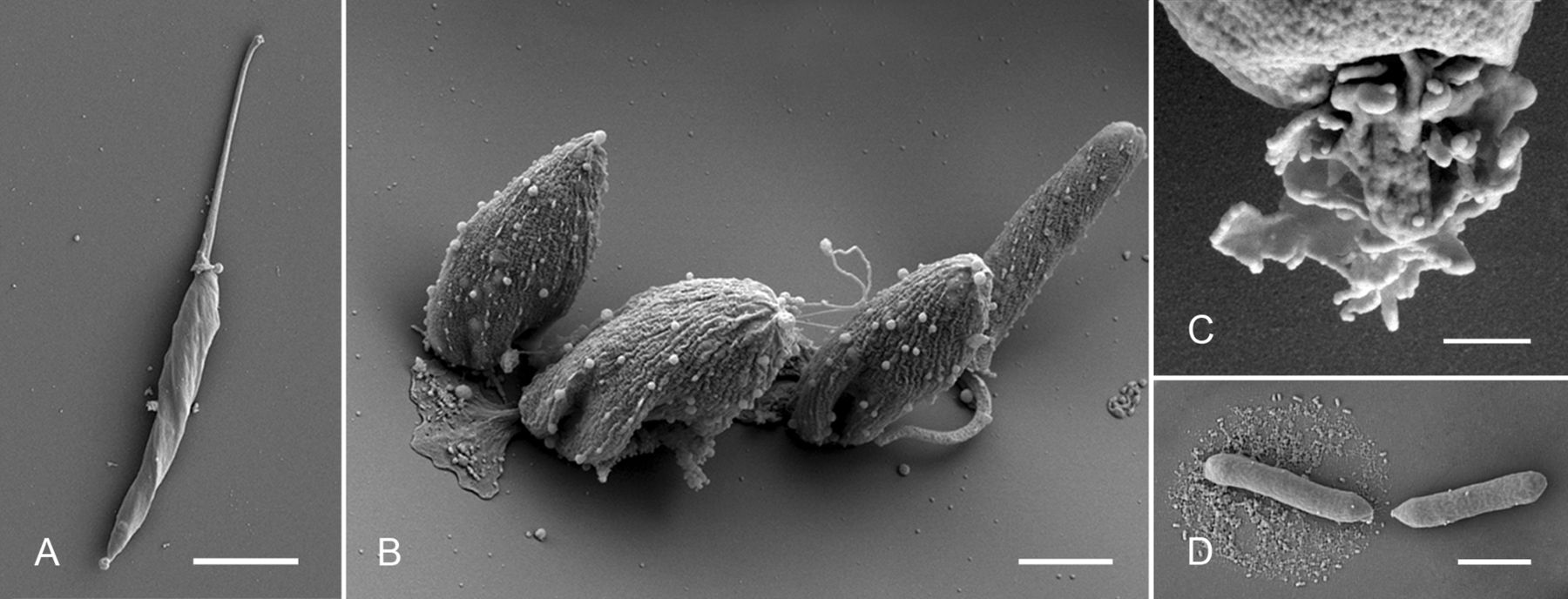
REM-Aufnahmen von N. esmeraldas und „Ca. P. novymonadis“. (A) Frei schwimmender Promastigot des Protisten, (B) versch. sessile Formen, (C) auffällig modifizierte Geißel (sessiler Choanomastigot); (D) das Bakterium in Reinkultur. Balken 5 µm (A), 2 µm (B), 400 nm (C), und 1 µm (D).
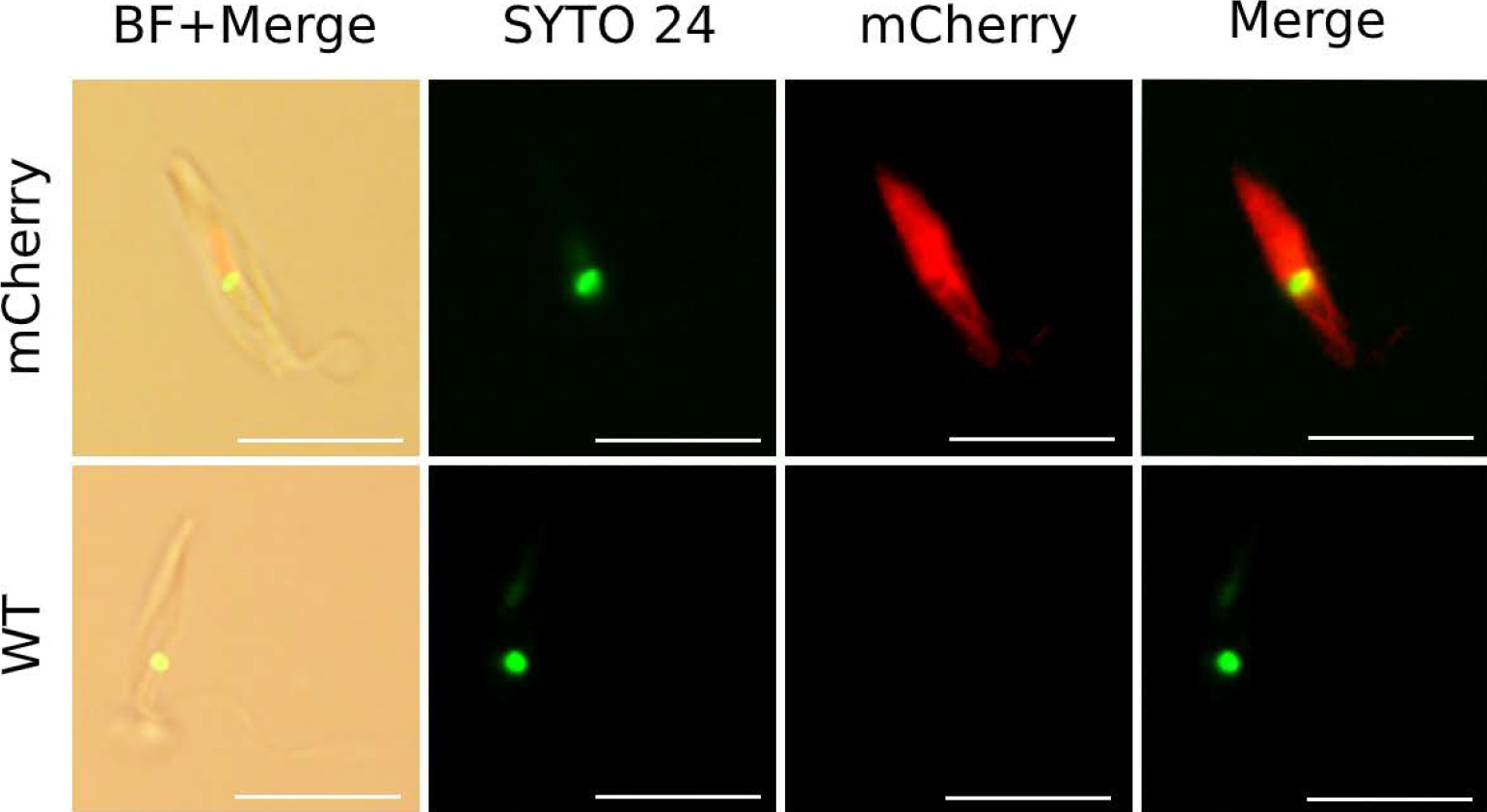
Lebende Zellen von N. esmeraldas, WT: Wildtyp, mCherry: Zellen, die mCherry exprimieren
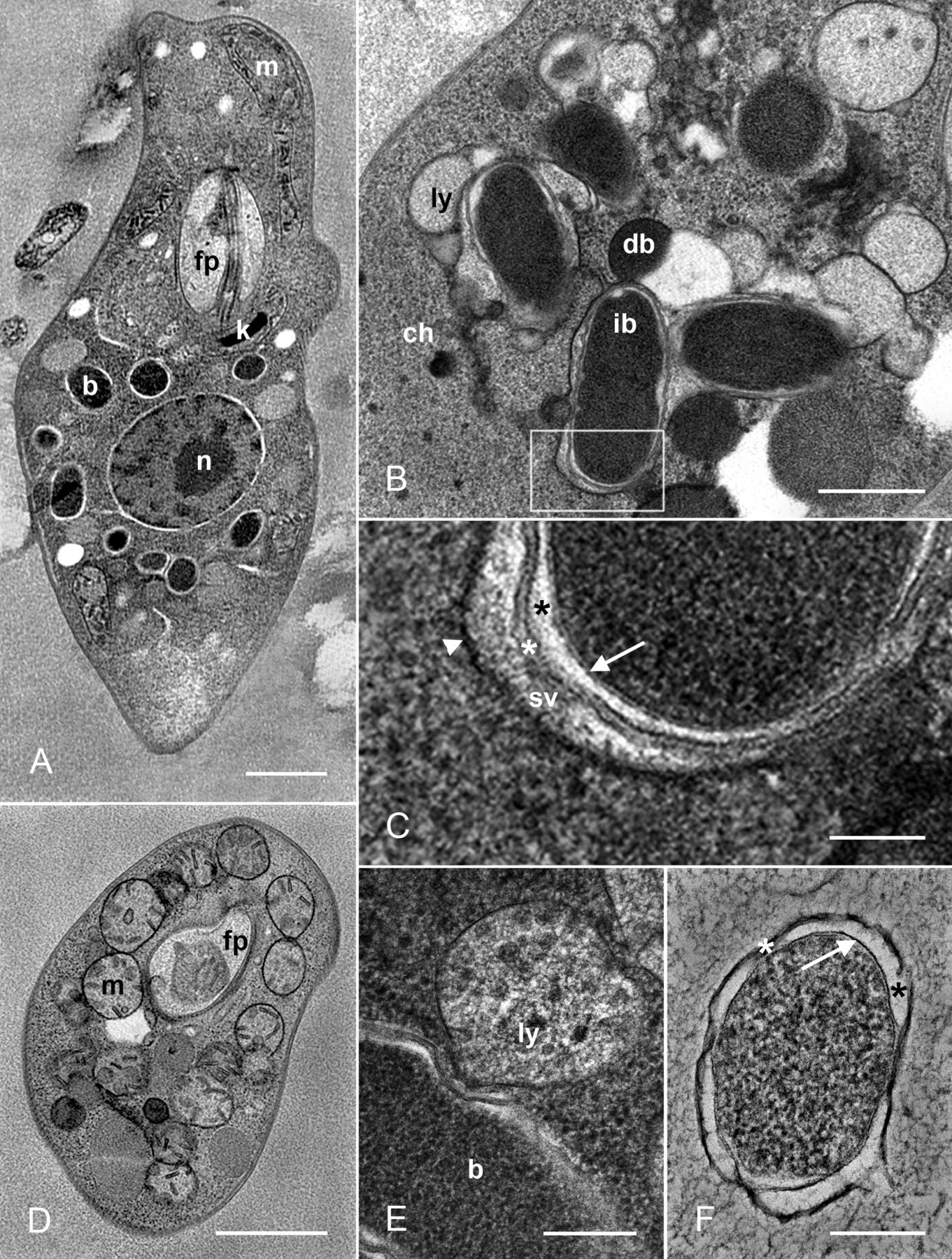
TEM-Aufnahmen von N. esmeraldas und „Ca. P. novymonadis“